# اوستیا (رم)
اوستیا (به ایتالیایی: Ostia) یک منطقهٔ مسکونی در ایتالیا است که در رم واقع شده‌است. اوستیا 91,342 نفر جمعیت دارد و ۵ متر بالاتر از سطح دریا واقع شده‌است.
در واقع نزدیکترین شهر ساحلی و دریای نزدیک به شهر رم اوستیا میباشد.
لنگرگاه پورتو توریستیکو نیز در این شهر واقع شده که محل پارک قایق های تفریحی وشخصی است.
فرودگاه فیومیچینو(لئوناردو داوینچی) از دیگر اماکن مهم نزدیک این شهر میباشد.

## تاریخ
در دوران جمهوری روم و امپراتوری روم، این شهر بندر اصلی رومیان بر دریای مدیترانه بود. بانی این بندر را آنکوس مارکیوس، چهارمین پادشاه روم، می‌دانند.